# 希尔滕贝格
希尔滕贝格是奥地利下奥地利州巴登县的一个市镇。总面积1.47平方公里，总人口2513人，人口密度1709.5人/平方公里（2005年）。